# Dister
Dister is een geslacht van kevers uit de familie van de loopkevers (Carabidae). De wetenschappelijke naam van het geslacht is voor het eerst geldig gepubliceerd in 2006 door Morvan.

## Soorten
Het geslacht Dister omvat de volgende soorten:
- Dister luchunensis Morvan, 2006
- Dister sinicus Morvan, 2006